# Eugen Schwitzgebel
Eugen Schwitzgebel (1900 - 31. oktober 1944, Århus) var SS-sturmbannführer og Gestapoleder i Århus og provinsen under 2. verdenskrig. Han blev dræbt da engelske flyvere bombede universitetskollegierne i Århus. Eugen Schwitzgebel ligger begravet på Vestre Kirkegård i København.